# IC 1748
IC 1748 је спирална галаксија у сазвјежђу Ован која се налази на листи објеката дубоког неба у Индекс каталогу.
Деклинација објекта је + 17° 38' 28" а ректасцензија 1h 56m 8,8s. Привидна величина (магнитуда) објекта IC 1748 износи 13,8 а фотографска магнитуда 14,6. IC 1748 је још познат и под ознакама UGC 1403, MCG 3-6-2, CGCG 460-52, CGCG 461-6, PGC 7229.